# Річард Бернел
Річард Десборо Бернел, або Дікі Бернел (англ. Richard Desborough "Dickie" Burnell; нар. 26 липня 1917, Генлі-он-Темс, Оксфордшир, Англія — пом. 29 січня 1995, Воллінгфорд, Оксфордшир, Англія) — британський академічний веслувальник. Олімпійський чемпіон (1948).
Син олімпійського чемпіона з академічного веслування 1908 року Чарлза Бернела і зять олімпійського чемпіона з академічного веслування 1912 року Стенлі Гартона.

## Життєпис
Закінчив приватну школу в Ітоні і Оксфордський університет. У 1939 році був змушений перервати спортивну кар'єру через призов на військову службу. Службу проходив у складі Лондонської стрілецької бригади. Після закінчення Другої світової війни продовжив заняття академічним веслуванням. У 1946 році став переможцем Вінгфілд Сколз.
На літніх Олімпійських іграх 1948 року в Лондоні (Велика Британія) разом з Бертрамом Бушнелом став переможцем у змаганнях серед парних двійок (з результатом 6:51.3).
У 1950 році на Іграх Британської імперії в Окленді (Нова Зеландія) виборов бронзову медаль у складі вісімки.
Після закінчення виступів — спортивний журналіст та історик спорту.